# 7633 Volodymyr
7633 Volodymyr este un asteroid din centura principală de asteroizi.

## Descriere
7633 Volodymyr este un asteroid din centura principală de asteroizi. A fost descoperit pe 21 octombrie 1982 la Observatorul de Astrofizică din Crimeea de Liudmila Karacikina. El prezintă o orbită caracterizată de o semiaxă mare de 2,57 ua, o excentricitate de 0,21 și o înclinație de 7,0° în raport cu ecliptica.